# LMFA 7×7 2002
La LMFA 7×7 2002 è la 1ª edizione del campionato di football a 7, organizzato dalla FMFA.

## Squadre partecipanti
| Club                   | Città               | Stadio | Sponsor ufficiale | Risultato nella stagione 2001 |
| ---------------------- | ------------------- | ------ | ----------------- | ----------------------------- |
| Camioneros de Coslada  | Coslada             |        |                   |                               |
| Cíclopes de Castilla   | Valladolid          |        |                   |                               |
| Coyotes de Santurtzi   | Santurtzi           |        |                   |                               |
| Las Rozas Black Demons | Las Rozas de Madrid |        |                   |                               |
| Osos de Rivas          | Rivas-Vaciamadrid   |        |                   |                               |

## Stagione regolare

### Calendario

#### 1ª giornata
| 21 settembre 2002, ore 17:00 | Las Rozas Black Demons | 40 – 2 | Coyotes de Santurtzi |  |

| 22 settembre 2002, ore 12:00 | Camioneros de Coslada | 98 – 8 | Cíclopes de Castilla |  |

#### 2ª giornata
| 29 settembre 2002, ore 12:00 | Camioneros de Coslada | 30 – 53 | Osos de Rivas |  |

#### 3ª giornata
| 6 ottobre 2002, ore 12:00 | Osos de Rivas | 13 – 12 | Coyotes de Santurtzi |  |

| 6 ottobre 2002, ore 12:00 | Camioneros de Coslada | 12 – 32 | Las Rozas Black Demons |  |

#### 4ª giornata
| 19 ottobre 2002, ore 12:00 | Cíclopes de Castilla | 14 – 79 | Osos de Rivas |  |

| 20 ottobre 2002, ore 12:00 | Camioneros de Coslada | 20 – 31 | Cíclopes de Castilla |  |

#### 5ª giornata
| 27 ottobre 2002, ore 12:00 | Cíclopes de Castilla | p – v (a tavolino) | Coyotes de Santurtzi |  |

| 27 ottobre 2002, ore 17:00 | Osos de Rivas | 25 – 20 | Las Rozas Black Demons |  |

#### Recuperi 1
| 29 ottobre 2002, ore 12:00 | Las Rozas Black Demons | 62 – 14 | Cíclopes de Castilla |  |

#### 6ª giornata
| 3 novembre 2002, ore 12:00 | Cíclopes de Castilla | p – v (a tavolino) | Camioneros de Coslada |  |

| 3 novembre 2002, ore 12:00 | Coyotes de Santurtzi | 52 – 6 | Las Rozas Black Demons |  |

#### 7ª giornata
| 10 novembre 2002, ore 12:00 | Cíclopes de Castilla | p – v (a tavolino) | Las Rozas Black Demons |  |

| 10 novembre 2002, ore 18:00 | Osos de Rivas | 61 – 26 | Camioneros de Coslada |  |

#### 8ª giornata
| 3 novembre 2002, ore 12:00 | Coyotes de Santurtzi | 18 – 19 | Osos de Rivas |  |

#### 9ª giornata
| 24 novembre 2002, ore 12:00 | Osos de Rivas | v – p (a tavolino) | Cíclopes de Castilla |  |

| 24 novembre 2002, ore 12:30 | Coyotes de Santurtzi | 47 – 31 | Camioneros de Coslada |  |

#### 10ª giornata
| 30 novembre 2002, ore 12:00 | Las Rozas Black Demons | 20 – 20 | Osos de Rivas |  |

| 1º dicembre 2002, ore 12:00 | Coyotes de Santurtzi | v – p (a tavolino) | Cíclopes de Castilla |  |

#### Recuperi 2
| 4 dicembre 2002, ore 21:00 | Las Rozas Black Demons | 36 – 26 | Camioneros de Coslada |  |

## Classifica
La classifica della regular season è la seguente:
- PCT = percentuale di vittorie, G = partite giocate, V = partite vinte,  P = partite perse, PF = punti fatti, PS = punti subiti

| Pos. | Squadra                | PCT  | G | V | N | P | PF  | PS  |
| ---- | ---------------------- | ---- | - | - | - | - | --- | --- |
| 1    | Osos de Rivas          | .938 | 8 | 7 | 1 | 0 | 270 | 140 |
| 2    | Las Rozas Black Demons | .688 | 8 | 5 | 1 | 2 | 216 | 161 |
| 3    | Coyotes de Santurtzi   | .625 | 8 | 5 | 0 | 3 | 162 | 129 |
| 4    | Camioneros de Coslada  | .250 | 8 | 2 | 0 | 6 | 243 | 268 |
| 5    | Cíclopes de Castilla   | .000 | 8 | 0 | 0 | 8 | 36  | 239 |

## I Final de la LMFA 7×7
| 15 dicembre 2022, ore 19:00 | Osos de Rivas | 47 – 30 | Las Rozas Black Demons |  |

## Verdetti
- Osos de Rivas Campioni della LMFA (1º titolo)